# Spirorbis spirillum
Spirorbis spirillum är en ringmaskart som först beskrevs av Carl von Linné 1758.  Spirorbis spirillum ingår i släktet Spirorbis och familjen Serpulidae.
Artens utbredningsområde är Nordsjön. Inga underarter finns listade i Catalogue of Life.